# Kuggviksholmen
Kuggviksholmen är en ö i Finland. Den ligger i Finska viken och i kommunen Ingå i den ekonomiska regionen  Raseborg i landskapet Nyland, i den södra delen av landet. Ön ligger omkring 64 kilometer väster om Helsingfors.
Öns area är 1 hektar och dess största längd är 160 meter i sydöst-nordvästlig riktning.